# Nordvästra Skånes Tidningar
Nordvästra Skånes Tidningar (NST) är en svensk dagstidning utgiven i Ängelholm. NST var grundad av Thure Jansson (1886–1971) genom köp av Engelholms Tidning (inklusive editionerna Höganäs Tidning och Åsbo häraders tidning, senare Klippans Tidning) 1927, Öresunds-Posten i Helsingborg 1931 och Landskrona Posten 1952. Nordvästra Skånes Tidningar såldes 1979 till Nya Wermlands-Tidningen, som rustade upp den och gjorde den till sjudagarstidning 1980. Den gick 2001 samman med Helsingborgs Dagblad (HD). Nordvästra Skånes Tidningar utgör efter sammanslagningen en egen edition av Helsingborgs Dagblad.
NST:s huvudkontor låg under många år på Metallgatan i Ängelholm, granne med bland annat Engelholmsglass. Efter sammanslagningen med HD finns nu en mindre redaktion kvar på Storgatan i Ängelholm.
Familjen Ander förvärvade NST 1979 som därmed blev en del av NWT-koncernen fram till fusionen med HD. Idag är familjen Ander hälftenägare av HD via koncernmodern Pukslagaren i Helsingborg AB. 
Ett av de största journalistiska scoopen som gjordes på NST före fusionen 2001 var avslöjandet av byggskandalen på Hallandsåstunneln, som började med rapporter om fiskdöd i Lyabäcken på Hallandsåsen.
Bland kända journalister som jobbat på NST finns bland andra den berömde skriftställaren Bertil Nilsson, Staffan Heimerson, Bo Hagström och den gamle höjdhopparen Richard Dahl. Under några år arbetade Hans Wallmark som tidningens politiske chefredaktör, där han efterträdde Birgit Björneskog. På samma ledarredaktion sommarvikarierade Tobias Billström i unga år. 
Alla editioner av HD (inklusive NST) ges sedan 2006 ut i tabloidformat, 395*280 mm i uppvikt tillstånd, till skillnad från det gamla broadsheetformatet, som var 560*395 mm. 
Arkivhandlingar från Nordvästra Skånes Tidningar förvaras hos Skånes Näringslivsarkiv i Helsingborg.

### Fotnoter
1. ↑  ”Nordvästra Skånes Tidningar - Uppslagsverk - NE.se”. www.ne.se. http://www.ne.se/uppslagsverk/encyklopedi/l%C3%A5ng/nordv%C3%A4stra-sk%C3%A5nes-tidningar. Läst 4 oktober 2017.